# Чемерско
Чемерско (на македонска литературна норма: Чемерско) е село в Северна Македония, в община Кавадарци.

## География
Селото е разположено в географската област Бошава.

## История
Селската църква „Свети Спас“ е от XIX век. След като изгаря, е възобновена на старите темели. Представлява трикорабна сграда и в нея има няколко икони от XIX век.
В XIX век Чемерско е село в Тиквешка каза на Османската империя. Според статистиката на Васил Кънчов („Македония. Етнография и статистика“) от 1900 година селото има 418 жители, всички българи християни.
Цялото християнско население на селото е под върховенството на Българската екзархия. По данни на секретаря на екзархията Димитър Мишев („La Macédoine et sa Population Chrétienne“) в 1905 година в Чимерско (Tchimersko) има 520 българи екзархисти и работи българско училище.
При избухването на Балканската война в 1912 година 3 души от Чемерско са доброволци в Македоно-одринското опълчение.

## Личности
Родени в Чемерско
- Васил Темелков, български революционер, деец на ВМОРО, обесен преди 1918 година[5]
- Яне Христов Стойков, македоно-одрински опълченец, 1 рота на 3 солунска дружина. Награден с орден „За храброст“ IV[6] Носител на орден „За храброст“ III степен от Първата световна война.[7]